# اسنکنت (متروی استانبول)
اسنکنت (انگلیسی: Esenkent) یکی از ایستگاه‌های خط ام۴ متروی استانبول است.
این ایستگاه که در منطقه مال‌تپه قرار دارد در سال ۲۰۱۲ تأسیس شده‌است.